# Holladay Nunataks
Holladay Nunataks är nunataker i Antarktis. De ligger i Östantarktis. Australien gör anspråk på området.